# Ваншенкин, Константин Яковлевич
Константи́н Я́ковлевич Ванше́нкин (17 декабря 1925, Москва или Житомир — 15 декабря 2012, Москва) — советский и российский поэт, автор слов популярных песен «Я люблю тебя, жизнь», «Алёша» и других. Лауреат Государственной премии СССР (1985) и Государственной премии Российской Федерации (2001).

## Биография
Родился 17 декабря 1925 года по его словам в Москве, по данным начального военного учёта в Житомире, в семье инженера-химика Якова Борисовича Вайншенкера (1892—1948) и учительницы немецкого языка Фаины Давыдовны (урождённой Шварц; 1902—1980). Отец, выпускник политехнического института в Чехословакии (1913), преподавал химию в фабрично-заводском училище при бердичевском сахаропесочном и сахарорафинадном заводе. Соответственно, ряд источников указывает, что первоначальная фамилия поэта — Вайншенкер. Как на косвенное подтверждение этой версии ссылаются также на воспоминания Бенедикта Сарнова о шутке С. Я. Маршака по этому поводу. Данная версия оспаривается дочерью поэта Галиной Константиновной Ваншенкиной, утверждающей, что фамилия семьи происходит от голландского предка Михеля Ван Шенка, приехавшего в Россию в середине XIX века и служившего лесничим на Полтавщине. В семье любили поэзию и часто читали стихи.
31 января 1943 года Константин Ваншенкин ушёл на фронт — в воздушно-десантные войска. Участвовал в боях на Втором и Третьем Украинских фронтах в составе 4-й гвардейской воздушно-десантной бригады (командир отделения), 339-го отдельного пулемётно-артиллерийского батальона. Начал писать в конце войны, в Венгрии, но лучшие стихи написал значительно позже. Демобилизовался в конце 1946 года в звании гвардии сержанта (к 1979 году — находился в звании подполковника запаса).
После войны поступил в геологоразведочный институт, но, страстно увлечённый поэзией, перешёл в Литературный институт имени А. М. Горького, который окончил в 1953 году. В этом же году вступил в КПСС (вышел в 1989).
Первое стихотворение Ваншенкина, посвящённое освобождению Венгрии от нацизма, было напечатано сразу после Великой Отечественной войны. А уже в 1951 году А. Т. Твардовский назвал его одним из лучших молодых поэтов и в дальнейшем следил за его поэтической судьбой.

Конкретно отображая жизненные явления, нередко прискорбные, Ваншенкин находит для них подходящие поэтические формы. Деталь приобретает в его стихах обобщающее значение, природа выступает в качестве источника импульсов или сравнений, входя органической частью в его философскую лирику. Его творчество пронизано верой в то, что непосредственная сила поэтического таланта одерживает верх независимо от похвалы или хулы со стороны критики, обусловленной временем (Ниспровергают незаслуженно…, 1961). По форме его стихи непритязательны и естественны, да и сама суть его поэтического высказывания направляет к непритязательности и естественности.
— Вольфганг Казак
С начала 1960-х годов Ваншенкин писал прозу, преимущественно автобиографическую. Автор повестей «Армейская юность» (1960), «Авдюшин и Егорычев» (1962), «Большие пожары» (1964), «Графин с петухом» (1968), рассказов. Большинство прозаических произведений были опубликованы в возглавляемом Твардовским журнале «Новый мир». Всего Ваншенкин издал более трёх десятков книг поэзии и прозы.
Широкому кругу людей он известен как автор многих популярных песен, авторами музыки большинства которых были Э. С. Колмановский и Я. А. Френкель. Эпизодически работал с Е. Э. Жарковским, В. С. Левашовым, А. И. Островским. Наиболее прославили Ваншенкина песни «Я люблю тебя, жизнь» («организованная» Марком Бернесом, она стала визитной карточкой и поэта, и певца), «Алёша», «Вальс расставания», «Женька», «За окошком свету мало», «Как провожают пароходы», «Я спешу, извините меня», «Тополя», «Нелётная погода».
Женой Ваншенкина стала сокурсница по Литинституту Инна Гофф (1928—1991) — писательница, автор текста песни «Русское поле». В браке, длившемся более 40 лет, они вырастили дочь Галину, художницу.
С 1995 года Константин Ваншенкин получал пенсию президента РФ.
Скончался 15 декабря 2012 года в Москве, не дожив до 87-летия двух дней.
Похоронен 22 декабря на Ваганьковском кладбище (уч. 43).

## Награды и премии
- орден Отечественной войны 2-й степени (11.03.1985)
- орден Трудового Красного Знамени (16.11.1984)
- орден Дружбы народов (18.12.1975)
- орден «Знак Почёта» (28.10.1967)
- орден «За заслуги перед Отечеством» IV степени (06.09.2001) — за многолетнюю плодотворную деятельность в области культуры и искусства, большой вклад в укрепление дружбы и сотрудничества между народами[25]
- медаль «За победу над Германией в Великой Отечественной войне 1941—1945 гг.»
- медаль «За взятие Вены»
- медаль «За укрепление боевого содружества»
- Государственная премия СССР (1985) — за сборник стихов «Жизнь человека»
- Государственная премия Российской Федерации в области литературы и искусства 2001 года — за сборник стихотворений «Волнистое стекло»[4]
- Благодарность Министра культуры и массовых коммуникаций Российской Федерации (15.03.2006) — за значительный вклад в развитие российской литературы и по случаю празднования Всемирного дня поэзии[26].

## Отзывы
Только за одну «Я люблю тебя, жизнь!» Константину Яковлевичу можно поставить все памятники, я и его хорошо знал, и супругу его, замечательную поэтессу… прекрасный дуэт скромных и невероятно талантливых людей. Мы дружили семьями, но, что называется, время нас разбросало. Инны не стало, Константин Яковлевич остался один, тяжело переживая уход любимой жены и товарища. Вообще, он удивительный человек, это ж целая плеяда фронтовиков была… Жаль. Но время неумолимо.
— Иосиф Кобзон

### Книги
- Песня о часовых. — М.: Молодая гвардия, 1951
- Подарок. — Владимир, 1952
- Лирические стихи. — М., 1953
- Подарок. — Владимир, 1954
- Весна. — М., 1955
- Портрет друга. — М., 1955
- Волны. — М., 1957
- Лирика. — М., 1959
- Надпись на книге. — М.: Молодая гвардия, 1960
- Солдатская судьба. — М., 1960
- Окна. — М.: Сов. писатель, 1962
- Избранное. — М., 1963
- Армейская юность. — М.: Сов. писатель, 1964
- Большие пожары. — М., 1964
- Другу. — 1965
- Зеркала на плацу. — М., 1965
- Повороты света. — М., 1965
- Во второй половине дня. — М., 1966
- Непонятливая Лика. — М., 1966
- Стихотворения. — М., 1966
- Соловьиный коридор. — М.: Сов. Россия, 1967
- Избранная лирика. — М., 1967
- Опыт. — М.: Молодая гвардия, 1968
- Избранное. — М., Худ. лит., 1969
- Проза. — М., 1969
- Станция. — М.,1970
- Десантники. — 1970
- Поездка к другу. — М., 1971
- Прикосновенье. — М., Молодая гвардия, 1972
- Характер. — М.: Сов. писатель, 1973
- Наброски к роману. Статьи. — М.: Современник, 1973
- Колокольчик. — М., 1974
- Как соловей лета. — М., 1975
- Костры воспоминаний. — Магадан, 1975
- Лица и голоса. — М.,Современник, 1978
- Повести и рассказы. — М., Сов. Россия, 1976
- Дорожный знак. — М., Сов. писатель, 1977
- Прикосновенье. — М., 1977
- Воспоминание о спорте. — М., 1978
- Десятилетье. — М.: Сов. Россия, 1980
- Поздние яблоки. — М.: Сов. писатель, 1980
- Городской мотив. — М., 1980
- Ветка. — М., Современник, 1981
- Рассказ о потерянном фотоальбоме. — М., Сов. Россия, 1982
- Жизнь человека. — М., Сов. писатель, 1983
- Родня. — М., 1983
- Его опасные пасы. — 1984
- Прикосновенье. — М., Молодая гвардия, 1984
- Графин с петухом. — М., Известия, 1985
- Далёкий свет. — М., Современник, 1985
- Поиски себя: Воспоминания, заметки, записи. — М., 1985
- Зимняя дорога. — М., Сов. Россия, 1986
- Примета. — М., 1987
- Жизнь человека. — М., Сов. писатель, 1988
- Любовь по переписке. — М., Современник,1988
- Замена спектакля. — М., 1988
- Ещё одно десятилетье. Лирика. — М., Сов. Россия.1990
- Музыка из окна. — М., 1991
- Ночлег. — М., 1997
- Писательский клуб. — М., Вагриус, 1998
- Летом в Воскресенске. — М., Подмосковье, 1999
- Волнистое стекло. — М., Сов. писатель, 2000
- Женщина за стеной. — М., Прогресс-Плеяда, 2003
- Поступок. — М., Ключ-С, 2005
- Простительные преступления. — М., ИД Литературная газета, 2006
- Его опасные пасы. — М., Сов. писатель, 2006
- Шёпот. Интимная лирика. — М., Спутник+, 2008
- Фронтовая лирика. — М., Спутник+, 2010
- Вернувшийся. — М., Спутник+, 2010
- Оксфордский блокнот. Стихи 2010—2012. — М.: Текст, 2017

### Собрание сочинений
- Избранные стихотворения в 2 т. — М., Худ. лит., 1975
- Собрание сочинений в 3 томах. — М., 1983—1984

### Серия «Великие поэты»
- Окончание разлуки: Стихотворения. — М.: Комсомольская правда: НексМедиа, 2013. — 238 с.: ил. (Великие поэты; 97)